# Пфайфер, Эрик
Эрик Пфайфер (нем. Erik Pfeifer; род. 22 января 1987, Асбест, Свердловская область, РСФСР, СССР) — немецкий боксёр-профессионал, выступающий в тяжёлой весовой категории. Участник двух Олимпийских игр (2012, 2016), двукратный бронзовый призёр чемпионата мира (2011, 2013), чемпион ЕС (2009), пятикратный чемпион Германии (2008, 2009, 2010, 2012, 2013) и многократный призёр национального чемпионата Германии, бронзовый призёр чемпионата Европы среди юниоров (2005) в любителях.
Среди профессионалов бывший чемпион Европы по версии WBO (2019—2021) в тяжёлом весе.
Лучшая позиция по рейтингу BoxRec — 89-я (март 2021), и являлся 8-м среди немецких боксёров тяжёлой весовой категории, — входя в ТОП-90 лучших тяжеловесов всего мира.

## Биография
Родился 22 января 1987 года в городе Асбест Свердловской области в СССР.

## Любительская карьера
В 2005 году завоевал свою первую бронзовую медаль на чемпионате Европы среди юниоров.
В июне 2009 года стал чемпионом Европейского союза в Оденсе (Дания) в весе свыше 91 кг, в финале победив опытного венгра Иштвана Берната.
В 2011 году завоевал бронзовую медаль на чемпионате мира в Баку в супертяжёлом весе (свыше 91 кг), где в полуфинале проиграл будущему олимпийскому чемпиону 2012 года британскому боксёру Энтони Джошуа, который сломал ему нос в первом раунде, и в результате бой был остановлен.
В августе 2012 года Эрик защищал честь страны на Олимпийских играх в Лондоне, выступая в супертяжёлом весе (свыше 91 кг), но занял только 9-е место, проиграв в первом же бою (со счётом 4:14) будущему бронзовому призёру олимпиады 2012 года казахстанскому боксёру Ивану Дычко.
В 2013 году вновь завоевал бронзовую медаль на чемпионате мира в Алма-Ате, где в полуфинале опять проиграл казахстанскому боксёру Ивану Дычко.
В 2015 году по результатам рейтинга AIBA Pro Boxing (APB) квалифицировался на Олимпийские игры 2016 года.
В августе 2016 года на Олимпийских играх в Рио-де-Жанейро (Бразилия) в первом же раунде соревнований, в конкурентном бою уступил по очкам (счёт — 1:2) боксёру с Американских Виргинских островов Клейтону Лорану.

## Профессиональная карьера
Профессиональную боксёрскую карьеру Пфайфер начал 15 сентября 2018 года, победив нокаутом во 2-м раунде грузинского боксёра Давида Гогишвили (15-11).
16 ноября 2019 года в городе Галле (Германия) досрочно победил боснийца Аднана Реджовича (21-3) и завоевал вакантный титул чемпиона Европы по версии WBO в тяжёлом весе.
27 марта 2021 года в Гибралтаре, в бою за вакантный титул чемпиона по версии IBO International в тяжёлом весе, досрочно проиграл техническим нокаутом во 2-м раунде опытному британцу Нику Уэббу (16-2).

## Статистика профессиональных боёв
В таблице перечислены результаты всех поединков боксёров.
В каждой строке указан результат поединка. Дополнительно номер поединка обозначен цветом, который обозначает итог поединка. Расшифровка обозначений и цветов представлена в нижеследующей таблице.
| Пример | Расшифровка                     |
| ------ | ------------------------------- |
|        | Победа                          |
|        | Ничья                           |
|        | Поражение                       |
|        | Планируемый поединок            |
|        | Поединок признан несостоявшимся |
| КО     | Нокаут                          |
| ТКО    | Технический нокаут              |
| PTS    | Решение судей (по очкам)        |
| UD     | Единогласное решение судей      |
| MD     | Решение большинства судей       |
| SD     | Раздельное решение судей        |
| RTD    | Отказ от продолжения боя        |
| DQ     | Дисквалификация                 |
| NC     | Поединок признан несостоявшимся |

| 11 поединков, 9 побед (7 нокаутом), 2 поражения. | 11 поединков, 9 побед (7 нокаутом), 2 поражения. | 11 поединков, 9 побед (7 нокаутом), 2 поражения. | 11 поединков, 9 побед (7 нокаутом), 2 поражения. | 11 поединков, 9 побед (7 нокаутом), 2 поражения.     | 11 поединков, 9 побед (7 нокаутом), 2 поражения. | 11 поединков, 9 побед (7 нокаутом), 2 поражения.                            |
| Бой                                              | Рекорд                                           | Дата боя                                         | Соперник                                         | Место проведения боя                                 | Раундов, время                                   | Дополнительно                                                               |
| ------------------------------------------------ | ------------------------------------------------ | ------------------------------------------------ | ------------------------------------------------ | ---------------------------------------------------- | ------------------------------------------------ | --------------------------------------------------------------------------- |
| 11                                               | 9-2                                              | 7 октября 2023                                   | Душан Велетич (7-1-1)                            | Stadthalle, Фалькензе, Бранденбург, Германия         | TKO 7 (10), 0:55                                 |                                                                             |
| 10                                               | 9-1                                              | 17 мая 2023                                      | Павел Соур (17-16)                               | Felsenkeller, Траунройт, Бавария, Германия           | TKO 2 (8), 2:38                                  |                                                                             |
| 9                                                | 8-1                                              | 15 октября 2022                                  | Дражан Джанянин (22-37)                          | Europa Arena, Карлсруэ, Баден-Вюртемберг, Германия   | KO 1 (8), 2:35                                   |                                                                             |
| 8                                                | 7-1                                              | 27 марта 2021                                    | Ник Уэбб (16-2)                                  | Europa Point Sports Complex, Гибралтар, Гибралтар    | TKO 2 (10), 1:51                                 | Бой за вакантный титул чемпиона по версии IBO International в тяжёлом весе. |
| 7                                                | 7-0                                              | 16 ноября 2019                                   | Аднан Реджович (21-3)                            | Halle Messe Arena, Галле, Саксония-Анхальт, Германия | RTD 5 (10), 3:00                                 | Завоевал вакантный титул чемпиона Европы по версии WBO в тяжёлом весе.      |
| 6                                                | 6-0                                              | 6 июля 2019                                      | Эпифанио Мендоза (43-28-1)                       | Гамбург, Германия                                    | RTD 2 (8), 3:00                                  |                                                                             |
| 5                                                | 5-0                                              | 13 апреля 2019                                   | Константин Довбыщенко (4-2-1)                    | Галле, Саксония-Анхальт, Германия                    | MD 6 (6)                                         | Счёт: 59-55, 58-56, 57-57.                                                  |
| 4                                                | 4-0                                              | 2 марта 2019                                     | Анджело Риццо (5-0-1)                            | Магдебург, Саксония-Анхальт, Германия                | KO 1 (6), 2:23                                   |                                                                             |
| 3                                                | 3-0                                              | 15 декабря 2018                                  | Торнике Пуричамиашвили (9-12)                    | Sporthalle, Гамбург, Германия                        | UD 6 (6)                                         | Счёт: 59-54, 58-55 (дважды).                                                |
| 2                                                | 2-0                                              | 17 ноября 2018                                   | Ираклий Гвенетадзе (8-11)                        | EWS Arena, Гёппинген, Баден-Вюртемберг, Германия     | RTD 2 (8), 3:00                                  |                                                                             |
| 1                                                | 1-0                                              | 15 сентября 2018                                 | Давид Гогишвили (15-11)                          | ECB Boxgym, Гамбург, Германия                        | KO 2 (6), 0:27                                   | Профессиональный дебют                                                      |
| Бой                                              | Рекорд                                           | Дата боя                                         | Соперник                                         | Место проведения боя                                 | Раундов, время                                   | Дополнительно                                                               |